# Médico cirurgião veterinário
O Cirurgião Veterinário Geral é a especialidade  Médica Veterinária cuja área de atuação compreende: Cirurgia Abdominal, cirurgia videolaparoscópica e cirurgia do trauma realizados em animais. Esta especialidade médica ocupa-se do estudo dos mecanismo fisiopatológicos, diagnóstico e tratamento de enfermidades passíveis de abordagem por procedimentos cirúrgicos. A residência médica em Cirurgia Geral é também um pré-requisito para várias outras especialidades cirúrgicas animais de pequeno e grandes porte .

## Grupos de doenças da cirurgias
Entre as principais doenças abordadas pela especialidade podem-se citar:
- Neurocirurgia
- Cirurgia oftalmológica
- Cirurgia otorrinolaringológica
- Cirurgia cardíaca
- Cirurgia torácica
- Cirurgia do aparelho digestivo
- Cirurgia vascular
- Cirurgia ortopédica
- Cirurgia urológica
- Cirurgia ginecológica
- Cirurgia obstétrica
- Cirurgia oncológica
- Cirurgia reconstrutiva
- Cirurgia robótica